# Andy Cohen
Andrew "Andy" Cohen, född 2 juni 1968 i Saint Louis i Missouri, är en amerikansk talkshowprogramledare och författare.

## Biografi
Andy Cohen föddes i St. Louis i Missouri som son till Evelyn och Lou Cohen. Han studerade på Boston University i Boston där han utbildade sig inom journalistik och tv. Han praktiserade på CBS News tillsammans med Julie Chen. Cohen leder talkshowen Watch What Happens: Live på tv-kanalen Bravo och är författare till memoarerna Most Talkative: Stories from the front lines of pop culture. Han var den första öppet homosexuella talkshowprogramledaren i amerikansk tv.
Cohen är kanske mest känd för att hålla i de avslutande diskussionsavsnitten för The Real Housewives-serierna, där varje säsongs samtliga "fruar" möts för att diskutera säsongen. Cohen har också lett sändningar av skönhetstävlingar som Miss USA och Miss Universum. Han har också vid flera tillfällen hoppat in som programledare för talkshowen Live! with Kelly, tillsammans med Kelly Ripa, och även för talkshowen The View.

## Filmografi

### Tv
| År             | Titel                                   | Roll                            | Anmärkningar                                               |
| -------------- | --------------------------------------- | ------------------------------- | ---------------------------------------------------------- |
| 2004           | Sex and the City                        | Skoförsäljare                   | Avsnitt: "Let There Be Light"                              |
| 2006–nuvarande | The Real Housewives                     | Exekutiv producent              | Även programvärd för deltagarnas återförening              |
| 2009–nuvarande | Watch What Happens Live with Andy Cohen | Programvärd, exekutiv producent | [ 6 ]                                                      |
| 2014           | Alpha House                             | Sig själv                       | Avsnitt: "There Will Be Water"                             |
| 2014           | The Comeback                            | Sig själv                       | Avsnitt: "Valerie Makes a Pilot"                           |
| 2014           | Sesame Street                           | Sig själv                       | [ 9 ]                                                      |
| 2015           | Lip Sync Battle                         | Sig själv                       | Avsnitt: "Willie Geist vs. Andy Cohen"                     |
| 2016           | Inside Amy Schumer                      | Sig själv                       | Avsnitt: "Rubbing Our Clips"                               |
| 2016           | Nightcap                                | Sig själv                       | Premiäravsnittet                                           |
| 2017           | Unbreakable Kimmy Schmidt               | Sig själv                       | Avsnitt: "Kimmy and the Trolley Problem"                   |
| 2017–2018      | Love Connection                         | Programvärd                     |                                                            |
| 2017           | Difficult People                        | Sig själv                       | Avsnitt: "The Silkwood"                                    |
| 2017–nuvarande | New Year's Eve Live                     | Delat programledarskap          |                                                            |
| 2018           | RuPauls dragrace                        | Gäst                            | Säsong 10, andra avsnittet: ""PharmaRusical"               |
| 2018           | Riverdale                               | Sig själv                       | Avsnitt: "Primary Colors"                                  |
| 2019           | The Other Two                           | Sig själv                       | Avsnitt: "Chase Shoots a Music Video"                      |
| 2020           | Who Wants to Be a Millionaire?          | Sig själv                       | Avsnitt: "In the Hot Seat: Anderson Cooper and Andy Cohen" |
| 2020           | The Not-Too-Late Show with Elmo         | Sig själv                       | Avsnitt: "Andy Cohen/Josh Groban"                          |
| 2021           | For Real: The Story of Reality TV       | Programvärd                     |                                                            |
| 2023           | The Traitors                            | Sig själv                       | Avsnitt: "The Reunion"                                     |
| 2023           | Gossip Girl                             | Sig själv                       | Avsnitt: "I Am Gossip"                                     |
| 2023           | Moon Girl and Devil Dinosaur            | Isaac Calderon (röst)           | Återkommande                                               |
| 2023           | American Horror Story: Delicate         | Sig själv                       | Avsnitt: "Multiply Thy Pain"                               |
| 2025           | And Just Like That...                   | Skoförsäljare                   | Avsnittet "Present Tense"                                  |